# Kamienica przy ul. Rabiańskiej 11 w Toruniu
Kamienica przy ul. Rabiańskiej 11 w Toruniu – kamienica znajdująca się na Starym Mieście w Toruniu. Była budowana na przełomie XIV i XV wieku. 27 czerwca 1995 roku decyzją wojewódzkiego konserwatora zabytków kamienica ta została wpisana do rejestru zabytków pod numerem A/101.